# Andrea Eskau
Andrea Eskau, née le 21 mars 1971 à Apolda, est une coureuse cycliste, biathlète et fondeuse handisport allemand.

## Biographie
Cycliste et triathlète licenciée au club de sa ville natale, Andrea Eskau devient paraplégique en 1998 à la suite d'un accident de vélo. Elle s'essaye d'abord au basket-ball en fauteuil roulant, avant de découvrir les sports de courses en fauteuil et de se concentrer sur le cyclisme handisport.

## Palmarès

### Jeux paralympiques d'été

#### Cyclisme
- Jeux paralympiques d'été de 2008
  -  Médaille d'or en course sur route - HCA/HCB/HCC
- Jeux paralympiques d'été de 2012
  -  Médaille d'or en contre-la-montre - H4
  -  Médaille d'or en course sur route - H4
- Jeux paralympiques d'été de 2016
  -  Médaille d'or en course sur route - H5
  -  Médaille d'argent en contre-la-montre - H5

### Jeux paralympiques d'hiver

#### Biathlon
- Jeux paralympiques d'hiver de 2010
  -  Médaille de bronze en individuel 10 km - Assis
- Jeux paralympiques d'hiver de 2014
  -  Médaille d'or en sprint 6 km - Assis
- Jeux paralympiques d'hiver de 2018
  -  Médaille d'or en sprint 10 km - Assis

#### Ski de fond
- Jeux paralympiques d'hiver de 2010
  -  Médaille d'argent sur 5 km - Assis
- Jeux paralympiques d'hiver de 2014
  -  Médaille d'or sur 5 km - Assis